# Estación de Pataias
La Estación Ferroviaria de Pataias, también conocida como Estación de Pataias, es una estación ferroviaria de la Línea del Oeste, que sirve a la parroquia de Pataias, en el ayuntamiento de Alcobaça, en Portugal.

## Características

### Localización y accesos
Esta plataforma tiene acceso por la calle de la Estación, en la localidad de Pataias-Gare.

### Descripción física
Contaba, en enero de 2011, con tres vías de circulación, teniendo las primeras dos vías 502 metros de longitud, y la tercera, 416 metros; las plataformas tenían 220 y 210 metros de extensión, y presentaban 40 y 45 centímetros de altura.

## Historia

### Apertura al servicio
Aunque se sitúe en el tramo entre Torres Vedras y Leiría, que abrió a la explotación el día 1 de agosto de 1887, esta plataforma solo entró al servicio el día 5 de abril de 1933, con la categoría de apeadero; la ceremonia de inauguración incluyó el lanzamiento de cohetes y lanzamiento de agua, y tuvo la presencia de varios miembros de la Comisión Administrativa de Alcobaça, el inspector general del Distrito, el segundo comandante de la policía, y dos inspectores de la 3.ª Zona de la Compañía de los Caminhos de Ferro Portugueses.

### Movimiento de pasajeros y mercancías
En 1961, tenía la categoría de apeadero, y era servida por convoyes de pasajeros y mercancías de la Compañía de los Caminhos de Ferro Portugueses, en combinación con la Sociedad Estoril, siendo el movimiento de mercancías muy reducido; en el mismo año, las mercancías expedidas, en vagón completo en régimen de Baja Velocidad, eran cemento y cal hidráulica, leña y motano, madeiras de eucaliptus o de pinho aplainadas o serradas, y cal común, mientras que, en 1958, envió principalmente hortalizas y legumbres verdes, en régimen de Alta Velocidad. En ese año, fue, junto con el Apeadero de Cela, a plataforma con el menor volumen de pasajeros en la Región Oeste.